# Branica (wieś w województwie kujawsko-pomorskim)
Branica – (niem. Branitz) wieś w Polsce położona w województwie kujawsko-pomorskim, w powiecie świeckim, w gminie Bukowiec.
| SIMC    | Nazwa                 | Rodzaj    |
| ------- | --------------------- | --------- |
| 1030351 | Nad Szosą             | część wsi |
| 1030581 | Wybudowanie Branickie | część wsi |
| 1030598 | Za Lasem              | część wsi |

W latach 1975–1998 miejscowość administracyjnie należała do województwa bydgoskiego. Według Narodowego Spisu Powszechnego (III 2011 r.) liczyła 163 mieszkańców. Jest jedenastą co do wielkości miejscowością gminy Bukowiec.